# ترجمه شاهنامه
شاهنامه، اثر حکیم ابوالقاسم فردوسی، یکی از مشهورترین منظومه‌های حماسی جهان است. شهرت جهانیِ این شاهکار ادب فارسی، مدیون ایران‌شناسان و مترجمانی است که آن را به زبان‌های مختلف برگردانده و در دسترس عموم قرار داده‌اند.

## ترجمه به عربی
نخستین ترجمه‌های شاهنامه از فارسی به عربی صورت گرفت. گفته می‌شود که نخستین ترجمه را اثیرالملک نیشابوری به زبان عربی انجام داده که از بین رفته و باقی نمانده‌است. پس از او بنداری اصفهانی در قرن هفتم ترجمهٔ خلاصه‌شده‌ای از شاهنامه به زبان عربی ارائه داد. ترجمهٔ بنداری یکی از ترجمه‌هایی‌است که در تصحیح‌های شاهنامه هم از آن استفاده می‌شود. عبدالوهاب عزام ادیب مصری در قرن بیستم پژوهش‌های گسترده‌ای پیرامون شاهنامهٔ فردوسی انجام داد و ضمن چاپ مقالات متعدد پیرامون شاهنامه، ترجمهٔ بنداری اصفهانی را نیز تجدید چاپ کرد. شرکت چند شاعر عرب در جشن هزارهٔ فردوسی در سال ۱۳۱۵ در ایران توجه پژوهشگران عرب را به فردوسی و شاهنامه جلب کرد. میرزا حسن‌خان خلیلی روزنامه‌نگار ایرانی در سال ۱۹۳۴ بخشی از شاهنامه را در مجلهٔ المقتطف به زبان عربی ترجمه کرد. سمیر مالطی ترجمه‌ای از شاهنامه را با نام «الشاهنامه ملحمة الفرس الکبری» به نثر عربی انجام داد که سال ۱۹۷۷ در بیروت به چاپ رسید. محمد رجب‌ النجار نیز در سال ۱۹۸۵ مطلبی را دربارهٔ یکی از حماسه‌های عربی به نام «سیرهٔ فیروزشاه یا الروایة الشعبیة العربیة للشاهنامة الفارسیة» مربوط به قرن پنجم هجری قمری در مجلهٔ «عالم‌الفکر» چاپ کرد و به این نتیجه رسید که این متن ترجمهٔ منثور و آزاد یکی از ماجراهای شاهنامه است. شاعر و مترجم فلسطینی ایرانی‌تبار مؤید ابراهیم ایرانی در سال ۱۹۸۶ شاهنامه را از فارسی به عربی ترجمه کرد. ترجمهٔ از شاهنامه به زبان عربی توسط علی زلیخه مترجم سوری آثار کلاسیک فارسی به عربی در سال ۲۰۲۰ پایان یافته‌است.

## ترجمه به ترکی
پس از عربی ترجمهٔ شاهنامه به زبان ترکی در ۸۵۴ قمری صورت گرفته‌است. این ترجمه ترجمه‌ای منثور بود. پس از آن داستان‌هایی از شاهنامه به شعر ترکی هم ترجمه شد. ترجمه‌ای از شاهنامه به زبان ترکی عثمانی در سال ۱۹۰۳ در تاشکند به چاپ رسید. ترجمۀ‌ دیگری از شاهنامه توسط نعمت یلدروم به ترکی استانبولی انجام شده‌است که در سال ۲۰۱۶ منتشر شد.
شاهنامه همچنین به ترکی آذربایجانی نیز ترجمه شده است. منتخباتی از شاهنامه فردوسی به زبان ترکی آذربایجانی در سال ۱۹۳۴ میلادی (۱۳۱۳ خورشیدی) همزمان با جشن هزارۀ فردوسی در ایران (تهران و توس) در باکو در جمهوری آذربایجان با الفبای لاتین قدیم آن جمهوری منتشر شد. ترجمۀ‌ دیگری از شاهنامۀ‌ فردوسی نیز به ترکی آذربایجانی توسط محمد مبارز علیزاده استاد شرق‌شناس و ایران‌شناس آکادمی ملی علوم جمهوری آذربایجان انجام شده که در دو جلد با حمايت رايزنی فرهنگی جمهوری اسلامی ايران در باکو با خط لاتين به چاپ رسیده است.

## ترجمه به فرانسوی
لویی لانگلس (به فرانسوی: Louis Langlès)، نویسنده و خاورشناس فرانسوی، نخستین کسی بود که در اروپا به تحقیق دربارهٔ فردوسی پرداخت و در سال ۱۷۸۸ خلاصه‌ای از شاهنامه را به فرانسه برگرداند و در مقدمهٔ کتاب اظهار شگفتی نمود که چرا پیشینیان تاکنون در شناخت این شاهکار ادبی فارسی اهمال کرده‌اند.
ترجمهٔ کامل شاهنامه به زبان فرانسه به همت ژول مول (به فرانسوی: Jules Mohl) صورت گرفت. او در سال ۱۸۲۶ از طرف دولت فرانسه مأموریت یافت تا شاهنامه را مستقیماً از فارسی به فرانسه ترجمه کند. او از این تاریخ تا پایان عمر در ۱۸۷۶ یعنی به مدت جهل سال با عشق و علاقه مشغول تصحیح دقیق متن فارسی و ترجمهٔ آن به زبان فرانسه شد. در سال ۱۸۳۸، با انتشار اولین جلد از ترجمه شاهنامه ستایش همگان را برانگیخت. در سالهای بعد به تدریج جلدهای بعدی را منتشر کرد ولی عمرش کفاف نداد و نتوانست آخرین جلد را به پایان ببرد. باربیه دومنار (به فرانسوی: C. Barbier de Meynard)، شاگرد او و یکی از مترجمان بوستان سعدی، کار ترجمهٔ جلد آخر را به پایان رساند و آن را در ۱۸۷۸ منتشر کرد.
در سالهای بعد خلاصه‌هایی از ترجمه ژول مول توسط ناشرین مختلف به چاپ رسیده‌است. ژیلبر لازار نیز گزیده‌هایی از داستانهای شاهنامه را از روی ترجمهٔ ژول مول اقتباس و بازنویسی کرد و آن را اول بار در سال ۱۹۷۹ به چاپ رساند

## ترجمه به آلمانی
به گزارش رادیو دویچه وله آلمان، نخستین ترجمه‌های شاهنامه به زبان آلمانی در اواسط قرن نوزدهم منتشر شده‌است. در سال ۱۸۵۵ میلادی ترجمه‌ای منظوم از «آدولف فریدریش فون شاک» انتشار یافت که خواندن آن اگرچه روان و ساده بود، اما حال و هوای حماسی داستان‌های شاهنامه را، آنطور که باید و شاید، بیان نمی‌کرد. در سال ۱۸۹۰، ترجمه منظوم دیگری، به قلم «فریدریش روکرت»، شرق‌شناس و شاعر بنام آلمانی، به چاپ رسید که تا حدودی به متن اصلی نزدیک بود.
اما چون مردم آلمان علاقه بسیار کمی به شعر دارند، این ترجمه‌ها با استقبال مناسبی رو به رو نشد.
به تازگی، «یورگن اهلرز»، شرق‌شناس آلمانی، ترجمه‌ای به نثر را، از داستان‌های رستم به چاپ رسانده‌است. این ترجمه جدید نثری روان و گویا دارد و اصطلاحات و برخی نکات مبهم، در یاداشت‌ها و پی‌نوشت‌هایی، به خوانندگان آلمانی توضیح داده شده‌است. در این مجموعه، داستان‌های زیر از شاهنامه به نثر آلمانی بازگو شده‌است: داستان زال، رخش، هفت خان رستم، رستم و افراسیاب، رستم و سهراب، سیاوش، نبرد رستم و افراسیاب، دیو اکوان، بیژن و منیژه، مرگ خسرو، اسفندیار و بالاخره داستان رستم و شغاد.

## ترجمه به روسی
بخش‌هایی از شاهنامۀ ‌فردوسی توسط ادیبان و شرق‌شناسان روس به زبان روسی ترجمه شده‌بود. از جمله آنها می توان از ترجمه بخشی از شاهنامه توسط و. آ. ژوکوفسکی در سده نوزدهم با عنوان «رستم و سهراب»، ترجمۀ بخشی از شاهنامه با عنوان «مرگ ایرج» توسط د. تسرتلیف در سال ۱۸۸۵، ترجمه بخشی از شاهنامه توسط س. سوکولوف در سال ۱۹۰۵ و ترجمه بخش زیادی از شاهنامه در دوجلد قطور توسط و. درژاوین و س. ای. لیپکین در سال ۱۹۶۴ را نام برد. درژاوین و لبیکین بخش زیادی از شاهنامه فردوسی را به نثر روسی ترجمه کردند که در سال ۱۹۶۴ با مقدمه باباجان غفوراف رئیس وقت انستیتو شرقشناسی مسکو منتشر شد. سسیلیا باکالیشیک شاعر و مترجم اوکراینی‌تبار و همسر ابوالقاسم لاهوتی که پس از ازدواج «بانو لاهوتی» نامیده می‌شد اقدام به ترجمۀ کامل شاهنامۀ ‌فردوسی به صورت منظوم کرد. وی بخش‌هایی از شاهنامه را ترجمه و به تناوب در روزنامۀ‌ پراودا چاپ می‌کرد. جلد اول این ترجمه در سال ۱۹۵۷،‌ جلد دوم در ۱۹۶۰ منتشر شد و نهایتاً‌ انتشار جلد ششم آن در سال ۱۹۸۹ ترجمۀ منظوم روسی شاهنامه را تکمیل کرد.

## ترجمه به کُردی
صدیق صفی‌زاده ترجمه‌ای از شاهنامۀ ‌فردوسی را به زبان کردی و گویش سورانی انجام داده که در سال ۱۳۸۴ از سوی انتشارات پرتوبیان در سنندج به چاپ رسیده است.

رضا همت‌یار شاعر کُرد اهل سنندج نیز ترجمۀ دیگری از شاهنامۀ فردوسی را به زبان کردی به انجام رسانده که تاکنون تنها جلد اول آن به چاپ رسیده است.

همچنین سید اسماعیل شاهویی (شاهو موکریانی) نیز شاهنامۀ فردوسی را به زبان کردی و گویش سورانی ترجمه کرده است.

ترجمۀ‌ دیگری از شاهنامه نیز توسط سیاوش لطفی‌کار به گویش کردی جنوبی و لهجۀ‌ ایلامی انجام شده که در سال ۱۴۰۰ از سوی انتشارات زاگرو در ایلام به چاپ رسیده‌است.

این چهار ترجمه به جز شاهنامه‌های کردی هستند که در زبان کُردی و به ویژه کردی گورانی طی سده‌های مختلف پس از اسلام سروده شده‌اند و برخی از آن‌ها تحت تأثیر شاهنامۀ‌ فردوسی قرار دارند.

## ترجمه به ارمنی
نخستین ترجمه از شاهنامه فردوسی به زبان ارمنی در سال ۱۹۷۵ میلادی توسط سرگئی اوماریان انجام شد که سه داستان: رستم و سهراب، زال و رودابه و سیاوش را در بر می‌گیرد. این ترجمه مدت‌ها نایاب بود و نهایتاً در سال ۲۰۱۵ توسط انتشارات آنتارس ارمنستان و با همکاری رایزنی فرهنگی جمهوری اسلامی ایران تجدید چاپ شد.

## ترجمه به عبری
اولین مجموعه از ‌برگزیدۀ‌ داستان‌های شاهنامه در سال ۱۹۷۷ با نظارت و ویراستاری شائول شاکد و با ترجمۀ الیعزر کاگن استاد ادبیات عبری دانشگاه حیفا به چاپ رسید که در حدود ده درصد از شاهنامه را شامل می‌شود. کاگن بعداً ترجمۀ ‌خود را ادامه داد و شاهنامۀ‌ فردوسی را به‌طور کامل به زبان عبری ترجمه کرد. این ترجمه بر مبنای متن یوهانس فولرس و پس از انتشار شاهنامۀ چاپ مسکو،‌ بر اساس هر دو نسخه بوده است. او همچنین به مقابلۀ‌ متن با ترجمۀ ‌روسی بانو لاهوتی و ترجمۀ آلمانی فون‌شاک دست زده است. این ترجمه به صورت موزون،‌ ولی بدون قافیه است و به سبک کتاب استر سروده شده‌است.

## ترجمه به هندی
ناصر شرما نویسنده و مترجم بخشی از شاهنامه فردوسی را به زبان هندی ترجمه کرده است.

## ترجمه به گجراتی
ترجمه‌ای از شاهنامه به زبان گجراتی در سال ۱۸۷۹ به چاپ رسیده است.

## ترجمه به آلبانیایی
ترجمه‌ای از شاهنامه توسط وجیه بخارایی انجام شده که آن را به صورت مخفیانه نوشته است.

## ترجمه به چینی
جان هون نین مترجم آثار کلاسیک فارسی به زبان چینی شاهنامۀ‌ فردوسی را به زبان چینی ترجمه کرده است.

## ترجمه به ایتالیایی
ایتالو پیتزی شاهنامۀ ‌فردوسی را به زبان ایتالیایی ترجمه کرده و بین سال‌های ۱۸۸۸-۱۸۸۶ در ۸ مجلد در شهر تورینو به چاپ رسانده‌است. پس از وی ترجمۀ‌ جدیدی در سال‌های اخیر انجام شده که به تطبیق نسخه‌های دست‌نویس معتبر از قبیل فلورانس، کلکته و پیتزی پرداخته و استادان و محققان ادبیات دانشگاه ونیز ایتالیا به بررسی آن پرداخته‌اند.

## ترجمه به اسپانیایی
بئاتریس سالاس شاهنامۀ فردوسی را به زبان اسپانیایی ترجمه کرده که در هفت جلد به چاپ رسیده است. این ترجمه به نثر بوده و با همکاری خاویر رودریگز از استادان دانشگاه علامه طباطبایی صورت گرفته و نازنین نوذری از استادان حوزه زبان اسپانیایی نیز آن را ویرایش کرده است.

## ترجمه به سوئدی
نامدار ناصر و آنیا مالمیری داستان‌های ضحاک، زال و رودابه، رستم و سهراب، سیاوش و رستم و اسفندیار را به زبان سوئدی و به نثر ترجمه کرده و در کتابی تحت عنوان «پنج داستان از شاهنامه فردوسی: حماسه ملی ایرانیان» توسط انتشارات نوردینت به چاپ رسانده‌اند.

## ترجمه به فنلاندی
ژاکو هامین آنتیلا استاد دانشگاه هلسینکی و مترجم آثار کلاسیک ادبیات فارسی به زبان فنلاندی، شاهنامۀ ‌فردوسی را به این زبان ترجمه کرده است. تصویرسازی نسخۀ فنلاندی شاهنامه را هلی هیتا بر عهده داشته است.

## ترجمه به دانمارکی
آرتور کریستین سن شاهنامه را به زبان دانمارکی ترجمه کرده است.

## ترجمه به لاتین
یوهانس فولرس مصصح نامدار شاهنامه که تصحیحی از این کتاب را در سه جلد در لیدن به چاپ رسانده است، شاهنامه را به زبان لاتین ترجمه کرده است.